# Romuald Nowicki
Romuald Nowicki (ur. 14 lutego 1931, zm. 1 lutego 2010) – polski fizyk i inżynier łączności. 

## Życiorys
Absolwent Uniwersytetu Wrocławskiego i Politechniki Wrocławskiej. Od 1980 r. profesor na Wydziale Elektroniki Politechniki Wrocławskiej i dziekan tego wydziału (1984-1985, 1996-1999). Prorektor Politechniki Wrocławskiej (1990-1993). Odznaczony Krzyżem Oficerskim Krzyżem Kawalerskim Orderu Odrodzenia Polski, Złotym Krzyżem Zasługi oraz Medalem Komisji Edukacji Narodowej i Złotą Odznaką Politechniki Wrocławskiej. Zbierał z pasją porcelanę europejską i orientalia. Licząca ponad 600 eksponatów prywatna kolekcja sztuki Dalekiego Wschodu prof. Romualda Nowickiego i Danuty Kohlberger-Nowickiej trafiła w grudniu 2021 do zbiorów Muzeum Narodowego we Wrocławiu.  
Pochowany na cmentarzu św. Wawrzyńca we Wrocławiu.

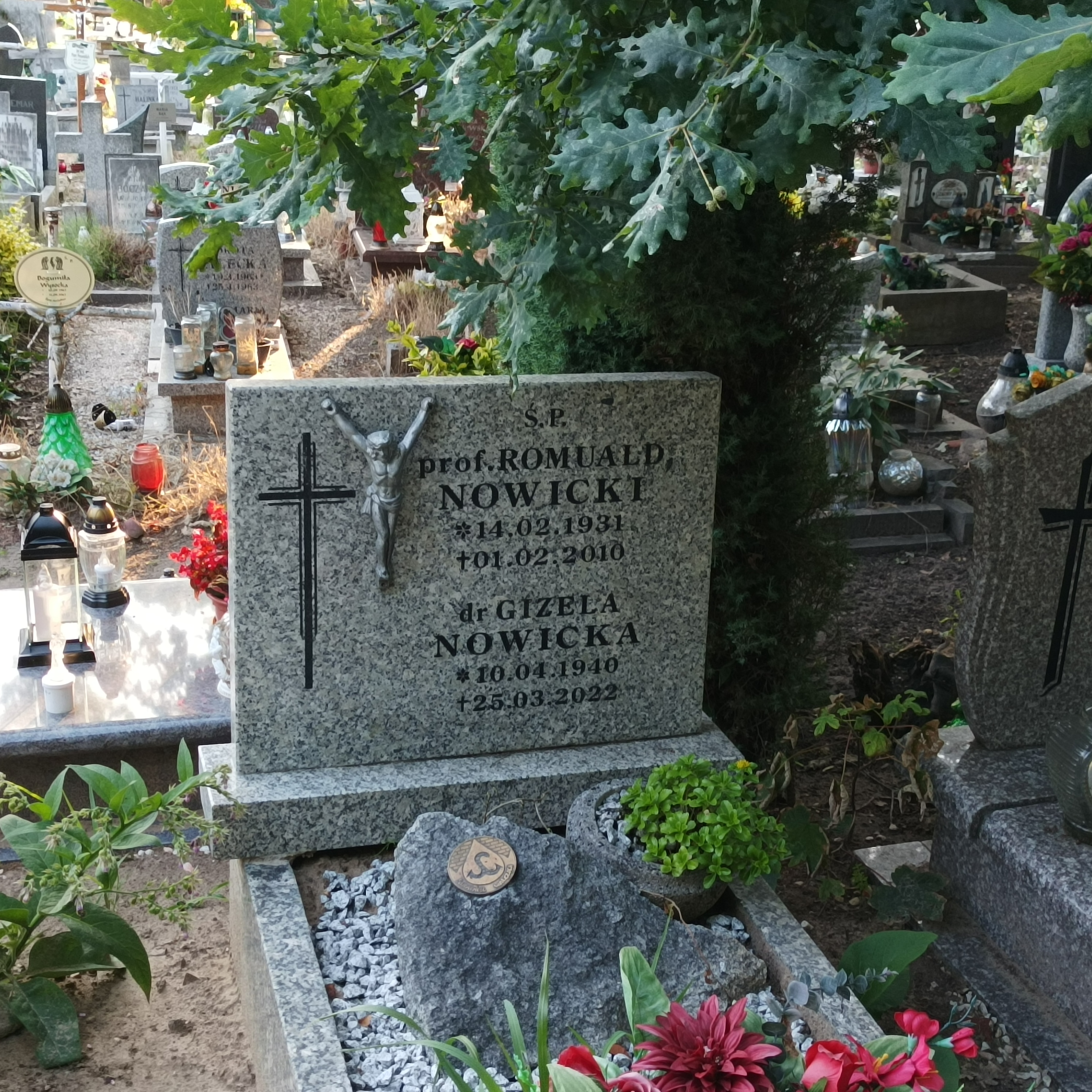
Grób prof. Romualda Nowickiego na Cmentarzu św. Wawrzyńca we Wrocławiu